# Ptilinus ramicornis
Ptilinus ramicornis är en skalbaggsart som beskrevs av Thomas Casey 1898. Ptilinus ramicornis ingår i släktet Ptilinus och familjen trägnagare. Inga underarter finns listade i Catalogue of Life.